# قرة محمد تبة
قرة محمد تبة (بالفارسية: قره‌محمدتپه) هي قرية تقع في غلستان في إيران. يقدر عدد سكانها بـ 667 نسمة بحسب إحصاء 2016.